# Wappen der Provinz Barcelona

Wappen der Provinz Barcelona seit dem 30. Juni 1874

Das Wappen der Provinz Barcelona wurde durch königlichen Erlass von Amadeus I. am 1. März 1871 festgelegt. Aufgrund der Ausrufung der Ersten Spanischen Republik erfolgte die Zustimmung der Abgeordnetenversammlung der Provinz Barcelona erst am 30. Juni 1874 und die Veröffentlichung im Boletín Oficial de la Provincia am 10. November 1874. Es erschien am 16. August 1962 auf der 8. Briefmarke der Serie Escudos provinciales españoles.

## Beschreibung
In der Heraldik werden die Bezeichnungen rechts und links grundsätzlich aus der Sicht der Person verwendet, die den Schild vor sich her tragen würde, also entgegengesetzt zur Sicht des Betrachters.
Der goldene Schild, der vier rote Pfähle trägt, ist mit einer silbernen Raute belegt, die ein rotes Georgskreuz trägt. Auf dem Schild ruht die offene Königskrone Spaniens. Der Schild ist mit zwei grünen Zweigen umlegt, rechts mit einem Lorbeerzweig mit roten Früchten und links mit einem Olivenzweig mit schwarzen Früchten. Beide werden an den Stielen von einem roten Band zusammengehalten.

## Historische Herkunft der Wappenbestandteile
Der Schild mit den vier roten Pfählen erscheint erstmals auf einem Siegel aus Wachs an einem Dokument, das Raimund Berengar IV., Graf von Barcelona am 2. September 1150 ausstellte. Die Legende, wonach Kaiser Karl der Kahle dem ersten erblichen Grafen von Barcelona, Wilfried dem Haarigen, den Wappenschild 897 an dessen Sterbebett aufgrund seiner Tapferkeit in der Schlacht verliehen haben soll, wurde 1551 vom Historiker Pere Antoni Beuter erdacht. Das rote Georgskreuz, Symbol des Stadtpatrons von Barcelona, findet sich als Zeichen für die Bürgerschaft der Stadt erstmals in einem Siegel von 1288.